# Theobaldus van Provins
De heilige Theobaldus van Provins (Frans: Saint Thibaut, Thibault, Thiébaut) (Provins, 1033 - Sossano, 30 juni 1066) was een Franse heilige. Theobald werd geboren in Provins als kind van Franse adel. Hij vluchtte weg met een vriend, Walter genaamd, om als heremiet te gaan leven in de Ardennen.
Ze werden pelgrims op de Jacobsweg en keerden nadien terug naar het bisdom van Trier. Ze maakten een pelgrimstocht naar Rome en waren ook van plan om naar het Heilige Land te gaan via Venetië. Walter werd echter ziek vlak bij Sossano, dicht bij Vicenza. Ze besloten om daar dan te blijven. Walter stierf en Theolbaldus werd de leider van een groep heremieten die daar verzameld waren. Kort voor zijn dood in 1066 werd hij een Camaldulenzer monnik.
Hij werd in 1073 heilig verklaard door paus Alexander II. Zijn feestdag is op 30 juni.

## Trivia
In de Belgische Ardennen bij het plaatsje Marcourt ligt de kluizenarij en kapel gewijd aan Sint-Thibaut en de bron van Sint-Thibaut.